# Bình Minh, Mộc Châu
Bình Minh là một phường thuộc thị xã Mộc Châu, tỉnh Sơn La, Việt Nam.

## Địa lý
Phường Bình Minh có vị trí địa lý:
- Phía đông giáp phường Vân Sơn
- Phía tây giáp phường Đông Sang và phường Mộc Sơn
- Phía nam giáp huyện Vân Hồ
- Phía bắc giáp phường Thảo Nguyên.

Phường Bình Minh có diện tích 16,85 km², dân số năm 2023 là 8.667 người, mật độ dân số đạt 514 người/km².

## Hành chính
Phường Bình Minh được chia thành 6 tổ dân phố: 70, Bó Bun, Chiềng Đi, Hoa Ban, Hoa Đào, Tiền Tiến.

## Lịch sử
Ngày 14 tháng 11 năm 2024, Ủy ban Thường vụ Quốc hội ban hành Nghị quyết số 1280/NQ-UBTVQH15 về việc sắp xếp đơn vị hành chính cấp huyện, cấp xã của tỉnh Sơn La giai đoạn 2023 – 2025 (nghị quyết có hiệu lực từ ngày 1 tháng 2 năm 2025). Theo đó, thành lập phường Bình Minh thuộc thị xã Mộc Châu trên cơ sở 16,85 km² diện tích tự nhiên và quy mô dân số là 8.667 người của thị trấn Nông trường Mộc Châu.
Ngày 20 tháng 1 năm 2025, UBND tỉnh Sơn La ban hành Quyết định số 163/QĐ-UBND về việc:
- Chuyển tiểu khu 70 thành tổ dân phố 70.
- Chuyển tiểu khu Bó Bun thành tổ dân phố Bó Bun.
- Chuyển tiểu khu Chiềng Đi thành tổ dân phố Chiềng Đi.
- Chuyển tiểu khu Hoa Ban thành tổ dân phố Hoa Ban.
- Chuyển tiểu khu Tiền Tiến thành tổ dân phố Tiền Tiến.
- Chuyển tiểu khu Vườn Đào thành tổ dân phố Hoa Đào.